# Hilmar-Irwin
Hilmar-Irwin es un lugar designado por el censo ubicado en el condado de Merced en el estado estadounidense de California. En el año 2000 tenía una población de 4.807 habitantes y una densidad poblacional de 475.9 personas por km². En el censo de 2020, la población era de 5.164 habitantes.

## Geografía
Hilmar-Irwin se encuentra ubicado en las coordenadas 37°24′30″N 120°51′3″O / 37.40833, -120.85083. Según la Oficina del Censo, la ciudad tiene un área total de 10,1 km² (3,9 mi²), de la cual 10,1 km² (3,9 mi²) es tierra y 0 km² (0 mi²) (0%) es agua.

## Demografía
Según la Oficina del Censo en 2000 los ingresos medios por hogar en la localidad eran de $40,951, y los ingresos medios por familia eran $46,250. Los hombres tenían unos ingresos medios de $35,244 frente a los $23,551 para las mujeres. La renta per cápita para la localidad era de $16,113. Alrededor del 6.4% de la población estaban por debajo del umbral de pobreza.